# Jakob Neureuter

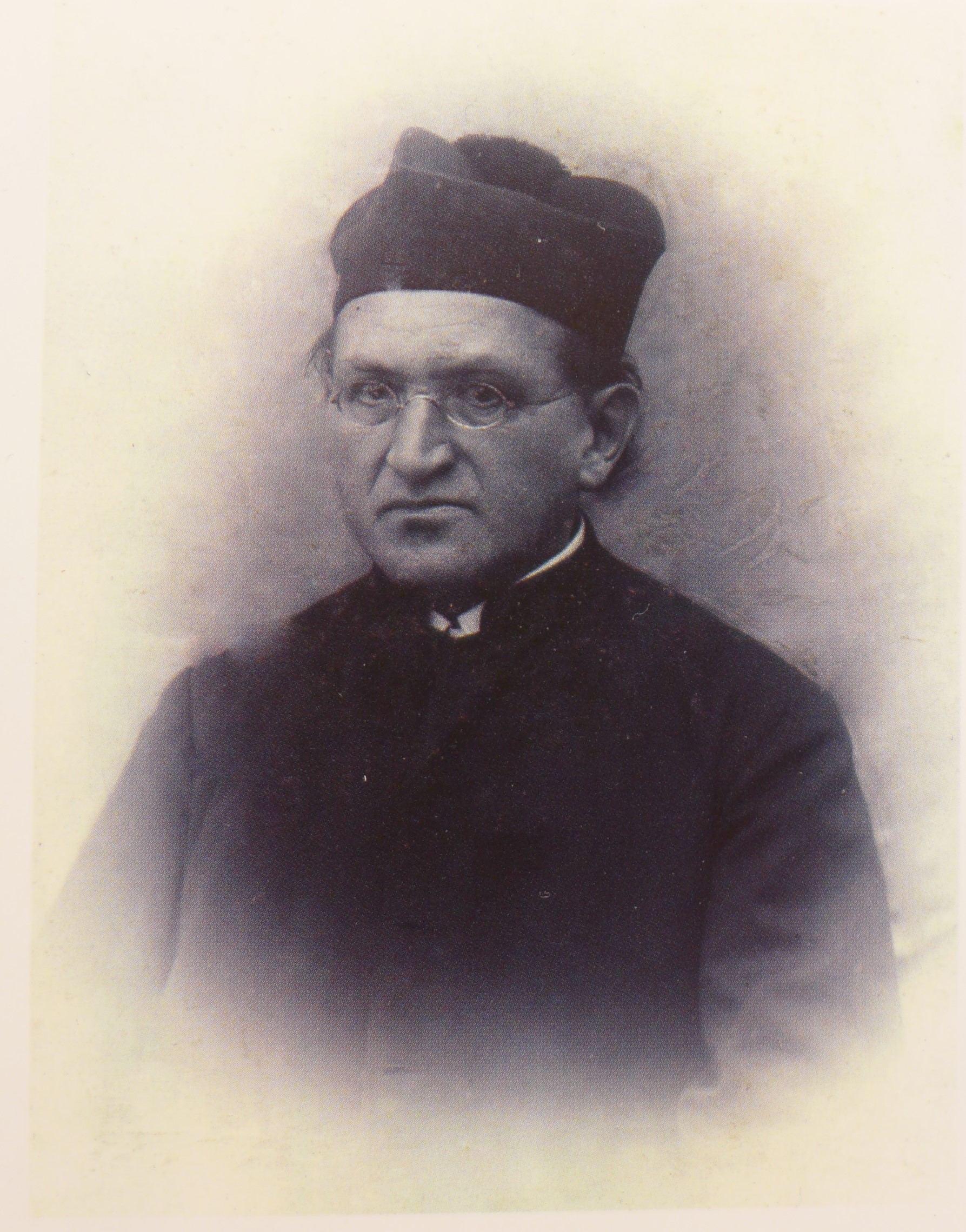
Jakob Neureuter im Jahr 1894, Pfarrer von Marpingen in den Jahren 1864 bis 1895 (Stiftung Marpinger Kulturbesitz)

Jakob Neureuter (* 21. Juli 1833 in Trier; † 20. August 1908 in Kesten) war ein katholischer Geistlicher, der während der Marienerscheinungen in Marpingen 1876/1877 der Dorfpfarrer des saarländischen Dorfes Marpingen war, das zu diesem Zeitpunkt zum protestantisch geprägten Preußen gehörte. Wegen angeblichen Betrugs im Zusammenhang mit den Erscheinungen wurde er für mehrere Wochen in Untersuchungshaft genommen.

## Leben und Wirken
Jakob Neureuter war der Sohn des gelernten Trierer Kirchenmalers Ludwig Neureuter und seiner Ehefrau Sophie geb. Petri. 1855 legte er am Trierer Gymnasium die Reifeprüfung ab. Er wurde am 24. März 1860 in Trier zum Priester geweiht und war zunächst Kaplan an der Koblenzer Liebfrauenkirche. Zum Gemeindepfarrer an der Mariä-Himmelfahrt-Kirche von Marpingen, seiner ersten Pfarrerstelle, wurde er am 4. April 1865 berufen. Er lebte dort zunächst gemeinsam mit seiner Schwester, die ihm den Haushalt besorgte. Diese starb 1871 während einer Pockenepidemie.
Pfarrer Jakob Neureuter, der seinerseits offensichtlich ein gewisses Talent als Maler religiöser Sujets besaß, rückte ins öffentliche Interesse, nachdem drei achtjährige Mädchen am 3. Juli 1876 behaupteten, ihnen wäre die Jungfrau Maria im an die Gemeinde angrenzenden Härtelwald erschienen. Die angeblichen Erscheinungen, die von der katholischen Kirche nicht als glaubwürdig anerkannt sind, zogen sich bis zum 3. September 1877 hin und führten in den 15 Monaten dazu, dass tausende Menschen nach Marpingen wallfahrten, um selber Zeuge der Erscheinungen zu werden. Pfarrer Neureuter fand im Umgang mit diesem Phänomen verhältnismäßig Unterstützung bei seiner zuständigen Diözese Trier. Wegen der Auseinandersetzungen im Kulturkampf war der Trierer Bischof Matthias Eberhard 1874 zu einer mehrmonatigen Haftstrafe verurteilt worden. Er starb am 30. Mai 1876, wenige Wochen vor Beginn der Erscheinungen in Marpingen. Wegen des Kulturkampfes blieb das Bischofsamt über mehrere Jahre unbesetzt. Erst 1881 wurde Michael Korum zum Nachfolger von Bischof Eberhard ernannt. Eine offizielle Verurteilung der Marpinger Erscheinung seitens der Diözese unterblieb nicht zuletzt, weil sich der zuständige Trierer Dompropst einer Zusammenarbeit mit dem preußischen Staat verweigerte. Am 13. Juli versuchten preußische Behörden mit Einsatz des Militärs die Folgen der Marienerscheinungen in Marpingen zu unterbinden. Das führte zu Einquartierung von Soldaten in Neureuters Haus, zur Beschlagnahmung und Abfangen seiner Post sowie Hausdurchsuchungen. Mit Verfügung vom 21. Juli 1876 entzog ihm der preußische Landrat Rumschöttel von St. Wendel im Namen der Regierung das Amt des Lokal-Schulinspektors und zugleich die Befugnis, weiterhin Religionsunterricht zu erteilen, da – so die Begründung – Ihr Verhalten bei den durch die sog. Muttergottes-Erscheinung bei Marpingen veranlaßten Volksaufläufen, gegen welche belehrend und warnend einzuschreiten Ihre Pflicht gewesen wäre, Sie des bisher bewiesenen Vertrauens hat unwürdig erscheinen lassen. Es folgten seine Verhaftung am 27. Oktober 1876 und schließlich eine Gerichtsverhandlung. Jakob Neureuter verhielt sich in seinen Aussagen vor amtlichen Stellen stets vorsichtig und zurückhaltend und benutzte bereits am 14. Juli, bei seinem ersten Verhör durch den Regierungspräsidenten Wolff in Trier eine Formel, die er bei anderen Gelegenheiten wiederholen sollte:
Ist es Menschenwerk, so wird es in sich zerfallen, ist es Gotteswerk, so werden Sie, Herr Präsident, es nicht verhindern.
Er selbst deutete einzelne Elemente der Erscheinung an, die ihm befremdlich vorkamen. Dazu gehörte die gelegentlich sitzende Position der Jungfrau Maria, das Erscheinen des Heiligen Geistes und des Teufels.
Zeitzeugen stellen Jakob Neureuter überwiegend ein positives Charakterzeugnis aus. Er erweiterte unter anderem die Bücherei des Dorfes und ließ die traditionelle Marienverehrungsstätte des Ortes, Unsere Liebe Frau von Marpingen, mit einer Grotte überbauen. Er lebte bedürfnislos und maß materiellen Dingen wenig Wert bei. Als er am 1. Dezember 1876 aus dem Gefängnis entlassen wurde, bereitete ihm seine Gemeinde das festliche Willkommen, das Dutzenden von Kulturkampfpriestern in jener Zeit bereitet wurden. Die jungen Männer seiner Marpinger Gemeinde ritten ihm auf der Straße nach St. Wendel entgegen und gaben ihm das Ehrengeleit.